# Molens in Gouda

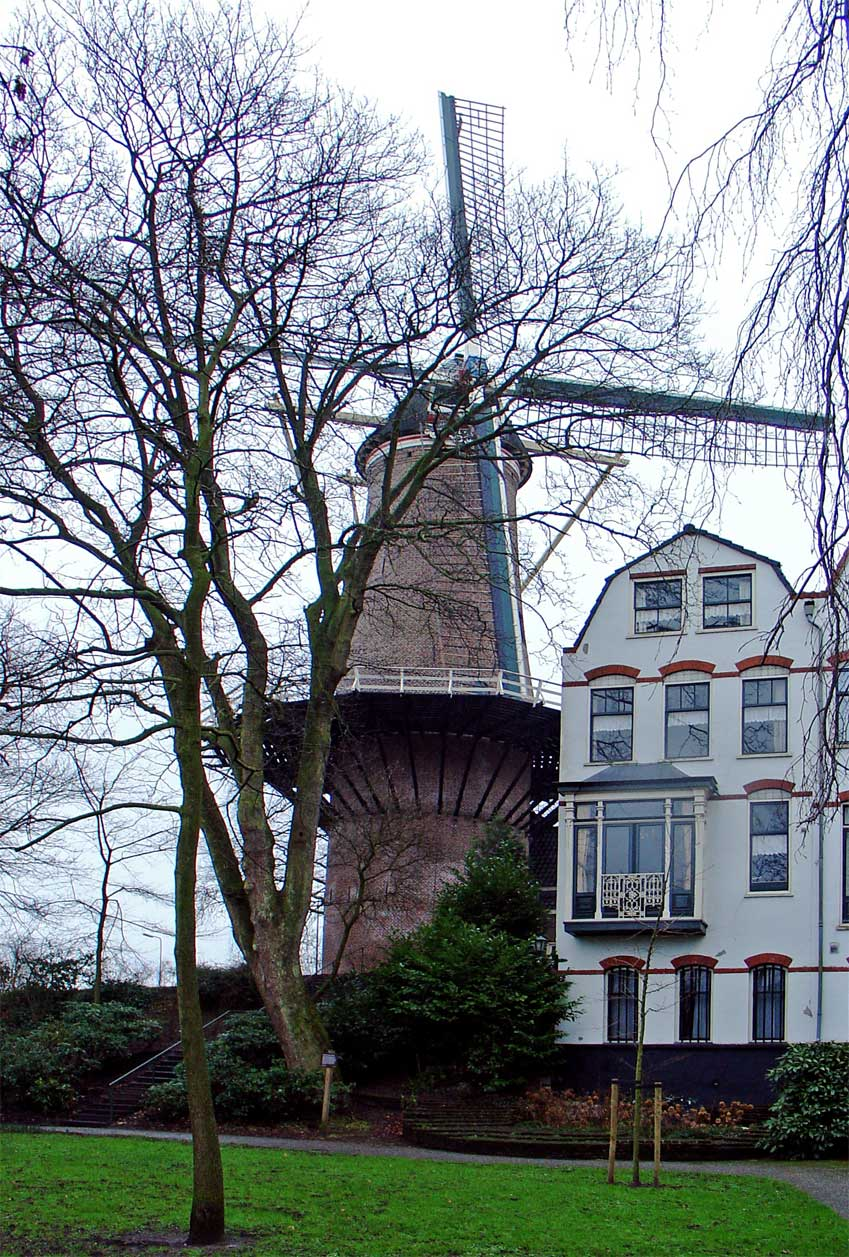
Stellingmolen 't Slot aan de Punt te Gouda

Er zijn anno 2009 nog vier molens in Gouda, als restant van meer dan twintig molens die de stad ooit geteld heeft.

## Huidige windmolens

### Molende Roode Leeuwop de Vest
De molen de Roode Leeuw is een ronde stenen stellingmolen, die - na de restauratie in de jaren tachtig van de vorige eeuw - weer dienstdoet als korenmolen.

### Molen't Slotop de Punt
De molen 't Slot, gebouwd in 1582 op de fundamenten van het kasteel dat in 1577 was gesloopt. In de zeventiende eeuw werd deze molen vervangen door een stenen molen, die op 4 april 1831 afbrandde. De huidige molen dateert van 1832. Het is een ronde stenen stellingmolen, die vroeger dienstdeed als korenmolen.

### Haastrechtse Molenaan de IJsseldijk
De Haastrechtse Molen is een ronde stenen stellingmolen, die dienstdoet als poldermolen ten behoeve van de bemaling van de Krimpenerwaard.

### Mallemolen
De Mallemolen is een grondzeiler die, na een restauratie, sinds 2010 weer terug in oude staat is.

## Een eerdere inventarisatie van de Goudse windmolens
In 1850 waren er in Gouda nog twaalf windmolens in bedrijf, waarvan er nog vier over zijn.
Mr. J.E.J. Geselschap beschrijft in "Die Goude 1932-1982" eenentwintig windmolens, die ooit in of bij Gouda hebben gestaan:
| #  | Naam                                     | Locatie                                              | Afbeelding                                                                  | Status                                                       |
| -- | ---------------------------------------- | ---------------------------------------------------- | --------------------------------------------------------------------------- | ------------------------------------------------------------ |
| 1  | "De Cleyweg" of "De Noord"               | hoek Kleiweg-Regentesseplantsoen                     | De molen "de Cleyweg" of "de Noord" - litho van Gijsbertus Johannes Verspuy | Afgebroken in 1863                                           |
| 2  | "De Croot"                               | bij de Vlamingspoort aan de Vest                     |                                                                             | Afgebroken in 1683                                           |
| 3  | "Het Verlorenkost" of de "De Korenbloem" | de Vest                                              |                                                                             | Deels afgebroken in 1926 en afgebrand in 1949.               |
| 4  | "'t Slot"                                | de Punt                                              | Molen 't Slot                                                               | Nog bestaand                                                 |
| 5  | "De Wip"                                 | de Vest                                              |                                                                             | Afgebroken in 1750                                           |
| 6  | "De Roode Leeuw"                         | de Vest                                              | Molen De Roode Leeuw                                                        | Nog bestaand                                                 |
| 7  | "Onder de Boompjes" (runmolen)           | Kromme Gouwe                                         |                                                                             | Na brand in 1859 vervangen door een stoommachine             |
| 8  | De "hennepkloppers" (3 beukmolens)       | Bloemendaalse Kleiweg                                |                                                                             | Gesloopt tussen 1711 en 1729                                 |
| 9  | De "hennepkloppers" (3 beukmolens)       | Bloemendaalse Kleiweg                                |                                                                             | Gesloopt tussen 1711 en 1729                                 |
| 10 | De "hennepkloppers" (3 beukmolens)       | Ouwe Gouwe                                           |                                                                             | Afgebroken begin 18e eeuw                                    |
| 11 | "De Hoop"                                | Bloemendaalse Kleiweg                                |                                                                             | Afgebrand in 1845                                            |
| 12 | "Vrijburgh"                              | Lazaruskade                                          |                                                                             | Afgebroken in 1754                                           |
| 13 | "De Waterhond"                           | Schielands Hoge Zeedijk                              |                                                                             | Afgebrand in 1858                                            |
| 14 | "De Eendragt"                            | Winterdijk                                           |                                                                             | Afgebrand in 1824                                            |
| 15 | "St.Joseph"                              | Turfsingel                                           |                                                                             | In 1886 vervangen door een stoommachine                      |
| 16 | "Onder de Boompjes" (houtzaagmolen)      | Kromme Gouwe                                         |                                                                             | In 1865 vervangen door een stoommachine                      |
| 17 | "De Reeuwijkse molen"                    | aan de Breevaart bij de Dubbel Verlaat               | De Reeuwijkse molen                                                         | Gedeeltelijk afgebroken in 1925                              |
| 18 | "De Sluipwijkse molen"                   | aan de Breevaart bij de Dubbel Verlaat               | De Sluipwijkse molen                                                        | Afgebroken na 1898                                           |
| 19 | "De Mallemolen"                          | de Waddinxveens Wetering en de Moordrechtse Tiendweg | De Mallemolen                                                               | Gedeeltelijk ontmanteld na 1904. Gerestaureerd in 2009-2010. |
| 20 | ? (wipwatermolen)                        | Gouwekade                                            |                                                                             | Gesloopt omstreeks 1907                                      |
| 21 | "De Haastrechtse Molen"                  | IJsseldijk                                           | Haastrechtse Molen                                                          | Nog bestaand                                                 |